# Myofibroblaste
Les myofibroblastes sont des fibroblastes possédant la particularité d'exprimer l'actine α-muscle lisse. Ils jouent un rôle important dans la plasticité, la migration et la motilité de la cellule au sein du tissu conjonctif. 
Les fibroblastes se transforment en myofibroblastes lors des modifications des tensions qui les environnent. On en trouve notamment dans les tissus cicatriciels dans le but de rapprocher les berges des plaies et dans les tissus sur-sollicités (exemple : fascia subissant des tensions inhabituellement importantes)[réf. nécessaire].
Ces cellules jouent un rôle central dans la cicatrisation en permettant la contraction de la blessure et en produisant une matrice extracellulaire temporaire.
Dans le tissu de granulation, le TGF-β1 permet la différenciation des fibroblastes en myofibroblastes qui expriment alors de l'actine α-muscle lisse. Cet isoforme d'actine procure les propriétés contractiles des myofibroblastes.

## Pathologie
On retrouve un nombre anormalement élevé de myofibroblastes :
- dans la maladie de Dupuytren (dans les tendons rétractés)
- dans les capsulites rétractiles de l'épaule (dans la capsule articulaire).